# 台湾假山葵
台湾假山葵（学名：Cochlearia formosana），又名台湾岩荠，为十字花科岩荠属下的一个种。其种加词“formosana”意为“台湾的”。